# Myrmekiaphila torreya
Myrmekiaphila torreya är en spindelart som beskrevs av Willis J. Gertsch och Wallace 1936. Myrmekiaphila torreya ingår i släktet Myrmekiaphila och familjen Cyrtaucheniidae. Inga underarter finns listade i Catalogue of Life.